# بوکو-زائو
بوکو-زائو (به لاتین: Buco-Zau) یک منطقهٔ مسکونی در آنگولا است که در استان کابیندا واقع شده‌است. بوکو-زائو ۳۲٬۷۹۲ نفر جمعیت دارد.